# Bobři (hudební skupina)
Bobři byla v 70–80. letech 20. století populární česká country a bluegrassová skupina. Za dobu své existence vydala pouze jeden singl, a to v roce 1980 s písněmi „Proč jsem mrtev“ a „Zuby“. Jejich známé písně jsou např. „Strč prst skrz krk“, „Zelí je volné“ či „Hermelín“. Skupina v letech 1978 a 1979 vyhrála Portu.

## Původní složení
- Jaroslav Svoboda – zpěv, foukací harmonika
- Karel Tampier – vedoucí, texty (a částečně hudba), mandolína, kytara
- Jaroslav Krauz – banjo
- Alois Postl - mandolína, zpěv
- Vladimír Šuster – kytara
- Roman Procházka – baskytara

Podrobná historie je na http://www.tampier.cz/bobri/